# ミカエル・イシャク
ミカエル・イシャク（スウェーデン語: Mikael Ishak, 1993年3月31日 - ）は、スウェーデン・ストックホルム出身のサッカー選手。

## 来歴

### クラブ
2012年1月、アッシリスカFFからドイツのケルンに移籍した。2012-13シーズン後半はスイスのザンクト・ガレンに期限付き移籍した。
2013年8月、イタリアのパルマに移籍した。
2014年8月、デンマークのラナースに移籍した。
2017年1月、1.FCニュルンベルクに移籍した。
2020年7月、ポーランドのレフ・ポズナンに移籍した。

### 代表
2015年、U-21スウェーデン代表メンバーに選出され、UEFA U-21欧州選手権で優勝した。2016年、リオデジャネイロオリンピックのメンバーに選出された。
2015年1月15日、コートジボワール代表戦でA代表初出場。

## タイトル

### クラブ
レフ・ポズナン
- エクストラクラサ：2021-22

### 代表
U-21スウェーデン代表
- UEFA U-21欧州選手権：1回
  - 2015